# Арколе
А́рколе (итал. Árcole) — город и коммуна в Италии, располагается в провинции Верона области Венеция.
Занимает площадь 18,81 км². Население составляет 5708 человек (на 2004 год), плотность населения составляет 293 человек на квадратный километр. Почтовый индекс — 37040. Телефонный код — 00045.
Покровителем города считается святой Георгий Победоносец. Праздник города ежегодно празднуется 23 апреля.
В военную историю город Арколе вошёл благодаря крупному сражению, произошедшему в ходе Войны первой коалиции между французской армией под командованием генерала Наполеона Бонапарта с австрийской армией под командованием фельдцейхмейстера Йозефа Альвинци, которое продолжалось с 15 по 17 ноября 1796 года; битва закончилась разгромом австрийцев.

## Города-побратимы
- Кадне, Франция